# Citricultura

Principals regions de cultiu de cítrics.

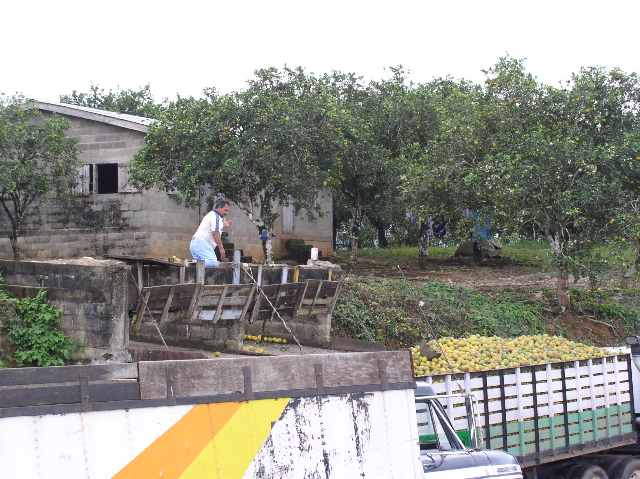
Recollida de taronges a Cayo, Belize

La citricultura engloba la producció de cítrics, que són el cultiu de fruites de més valor en termes de comerç internacional. Hi ha dos mercats principals per als cítrics:
- El mercat de fruita fresca
- El mercat de cítrics processats (principalment suc de taronja)

Les taronges representen la majoria de la producció de cítrics, però la indústria també veu quantitats importants d'aranja, pomelos, llimones i llimes.

## Història
Tot i que l'origen dels cítrics no es pot identificar amb precisió, els investigadors creuen que van començar a aparèixer al sud-est asiàtic almenys l'any 4000 aC. A partir d'aquí, es van estendre lentament al nord d'Àfrica, principalment a través de la migració i el comerç. Durant el període de l'Imperi Romà, la demanda dels membres de la societat més alts, juntament amb l'augment del comerç, van permetre que els fruits s'estenguessin al sud d'Europa. Els cítrics es van estendre per Europa durant l'edat mitjana, i després van ser portats a les Amèriques pels exploradors espanyols. El comerç mundial de cítrics no va aparèixer fins al segle xx, i el comerç de suc de taronja es va desenvolupar fins al 1940.

## Volum
Segons l'Organització de les Nacions Unides per a l'Agricultura i l'Alimentació, la producció mundial de tots els cítrics el 2016 va ser de 124 milions de tones, amb aproximadament la meitat d'aquesta producció en taronges. Segons la Conferència de les Nacions Unides sobre Comerç i Desenvolupament (UNCTAD), la producció de cítrics va créixer a principis del segle XXI principalment per l'augment de les zones de cultiu, millores en el transport i embalatge, l'augment dels ingressos i la preferència dels consumidors pels aliments saludables. El 2019-20, la producció mundial de taronges es va estimar en 47,5 milions de tones, liderats pel Brasil, Mèxic, la Unió Europea i la Xina com els principals productors.

## Països implicats
Els cítrics es produeixen arreu del món; segons la FAO, a partir del 2016, al voltant del 79% de la producció total mundial de cítrics es conreava a l'hemisferi nord, amb els països de la conca mediterrània aportant els volums més grans, mentre que el Brasil era el major productor de cítrics de l'hemisferi sud i del món.
Als Estats Units, la majoria de sucs de taronja i aranja es produeixen a Florida, mentre que els cítrics per al consum com a fruita fresca es cultiven principalment a Califòrnia, Arizona i Texas. Els mercats més petits per al creixement de cítrics als Estats Units s'originen a Carolina del Sud, Geòrgia, Oklahoma, Tennessee i els estats costaners del golf, com Louisiana, Alabama, Mississipi i Geòrgia, així com Carolina del Nord. Es troben cultivars independents a Kentucky, Virgínia, i fins i tot a Missouri, al sud d'Illinois i a l'extrem sud de Kansas. Com més al nord és la serra, més estacional és el cultiu. Florida produeix aproximadament 100 milions de caixes anualment (cada caixa pesa 90 lliures).
La Xina podria ser un actor important en els mercats de sucs de taronja i cítrics processats, tret dels elevats aranzels sobre cítrics que fan que la venda interna sigui més rendible. Tot i que els cítrics es van originar al sud-est asiàtic, la producció actual de cítrics és baixa a causa dels rendiments inferiors a la mitjana, els alts costos de producció i comercialització i les malalties.
| Els deu principals productors totals de cítrics 2007 (tones) El millor productor mundial de cada categoria s'indica en gris        | Els deu principals productors totals de cítrics 2007 (tones) El millor productor mundial de cada categoria s'indica en gris | Els deu principals productors totals de cítrics 2007 (tones) El millor productor mundial de cada categoria s'indica en gris | Els deu principals productors totals de cítrics 2007 (tones) El millor productor mundial de cada categoria s'indica en gris | Els deu principals productors totals de cítrics 2007 (tones) El millor productor mundial de cada categoria s'indica en gris | Els deu principals productors totals de cítrics 2007 (tones) El millor productor mundial de cada categoria s'indica en gris | Els deu principals productors totals de cítrics 2007 (tones) El millor productor mundial de cada categoria s'indica en gris |
| País | Aranja | Llimones i llimes | Taronges | Mandarines, etc. | Altres | Total |
| --- | --- | --- | --- | --- | --- | --- |
| Brasil | 72.000 | 1.060.000 | 18.279.309 | 1.271.000 | - | 20.682.309 |
| Xina | 547.000 | 745.100 | 2.865.000 | 14.152.000 | 1.308.000 | 19.617.100 |
| Estats Units | 1.580.000 | 722.000 | 7.357.000 | 328.000 | 30.000 | 10.017.000 |
| Mèxic | 390.000 | 1.880.000 | 4.160.000 | 355.000 | 66.000 | 6.851.000 |
| Índia | 178.000 | 2.060.000 | 3.900.000 | - | 148.000 | 6.286.000 |
| Estat Espanyol | 35.000 | 880.000 | 2.691.400 | 2.080.700 | 16.500 | 5.703.600 |
| Iran | 54.000 | 615.000 | 2.300.000 | 702.000 | 68.000 | 3.739.000 |
| Itàlia | 7.000 | 546.584 | 2.293.466 | 702.732 | 30.000 | 3.579.782 |
| Nigèria | - | - | - | - | 3.325.000 | 3.325.000 |
| Turquia | 181.923 | 706.652 | 1.472.454 | 738.786 | 2.599 | 3.102.414 |
| Món | 5.061.023 | 13.032.388 | 63.906.064 | 26.513.986 | 7.137.084 | 115.650.545 |
| Font: Organització de les Nacions Unides per a l'Alimentació i l'Agricultura: Departament Econòmic i Social: Divisió d'Estadística | | | | | | |

## Taronges i suc de taronja
Aproximadament un terç de la producció de cítrics es destina al processament: més del 80% d'aquesta es destina a la producció de suc de taronja. La demanda de taronges fresques i processades continua augmentant per sobre de la producció, especialment als països desenvolupats.
Els dos jugadors principals són Florida als Estats Units i São Paulo al Brasil. La producció de suc de taronja entre aquests dos representa aproximadament el 85% del mercat mundial. El Brasil exporta el 99 per cent de la seva producció, mentre que el 90 per cent de la producció de Florida es consumeix als Estats Units.
El suc de taronja es comercialitza internacionalment en forma de suc de taronja concentrat congelat per reduir el volum utilitzat, de manera que els costos d'emmagatzematge i transport siguin menors.

## Antracnosi dels cítrics
La producció de cítrics sovint es veu interrompuda en moltes zones per brots de bacteris coneguts com a Xanthomonas axonopodis, o antracnosi dels cítrics, que causen lesions antiestètiques a totes les parts de la planta, afectant la vitalitat dels arbres i la caiguda primerenca dels fruits. Tot i que no és perjudicial per al consum humà, la fruita es torna massa antiestètica per vendre-la i sovint es destrueixen horts sencers per protegir el brot de la propagació.
L'antracnosi dels cítrics afecta totes les varietats d'arbres de cítrics, i els recents brots a Austràlia, el Brasil i els Estats Units han alentit la producció de cítrics en algunes parts d'aquests països. Les arnes de la minadora de fulles de cítrics són una preocupació important on existeix l’antracnosi dels cítrics. Les obertures creades per la minadora de fulles de cítrics fan que l'arbre sigui molt susceptible al bacteri X. axonopodis que condueix a l’antracnosi dels cítrics.

## Malaltia de l'enverdiment dels cítrics a Florida

### Introducció i efectes de la malaltia
Huanglongbing (HLB), anomenat enverdiment de cítrics dins de la indústria, és reconegut com la malaltia cítrica més mortal que s'hagi enfrontat mai a la indústria dels cítrics de Florida. Això es pot atribuir als costos econòmics d'implementar noves estratègies de cura i la pèrdua general d'arbres que genera una pèrdua d'ingressos. Un cop d'ull a la superfície total de cultiu de cítrics de Florida proporciona una impressió tangible de les dificultats que ofereix el verd cítric; l'any 2000 hi havia 665.529 hectàrees de cítrics de producció comercial, mentre que el 2011 hi havia 473.086 hectàrees de cítrics de producció comercial a Florida. Cada any els informes de cítrics indiquen una pèrdua continuada de producció de cítrics. El verd cítric s'atribueix a un impacte total en la producció de -4,51 mil milions i una pèrdua de 8.257 llocs de treball a Florida. La malaltia s'ha estès per tot l'estat i afecta tots els productors de cítrics de Florida. La malaltia es transmet a través d'un insecte vector, el psílid dels cítrics asiàtics. El psílid es va introduir anteriorment a Florida el 1998. Abans de 1998, l'enverdiment dels cítrics era desconegut a l'estat, per la qual cosa la propagació dels psílids no es va controlar. Quan el verd dels cítrics va arribar a Florida, les poblacions de psílids estaven ben establertes a tot l'estat de Florida. El primer cas positiu de malaltia d'enverdiment va ser l'agost de 2005, quan es va descobrir un arbre de cítrics positiu enverditzat al comtat de Miami-Dade. Va ser en aquest moment que tota la indústria dels cítrics de Florida va canviar les seves pràctiques de citricultura durant la nit. Es van produir aplicacions intensives de pesticides, l'eliminació agressiva d'arbres positius per a l'enverdiment de cítrics i el canvi complet de les operacions de viver de cítrics a l'exterior a l'interior.

### Símptomes

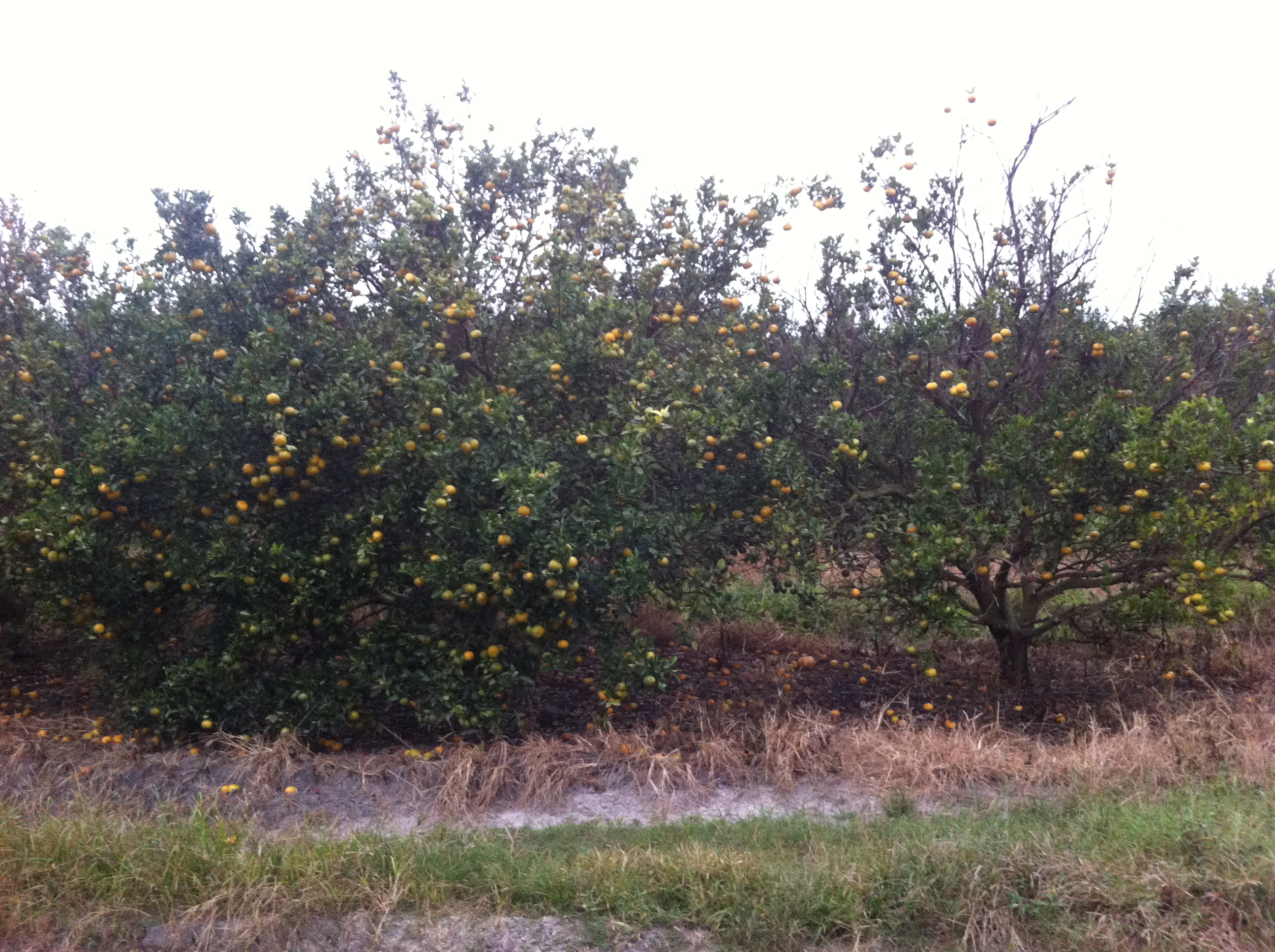
Arbre d'enverdiment de cítrics negatius vs Arbre d'enverdiment de cítrics positius

Els símptomes de l'enverdiment dels cítrics són nombrosos i poden variar en els arbres de cítrics. Un arbre desenvoluparà brots grocs en lloc dels colors verds profunds esperats. La malaltia es presenta a les fulles donant un aspecte asimètric de taques i taques. Aquesta és la característica clau del diagnòstic de l'enverdiment dels cítrics. A les extremitats afectades, la fruita acostuma a estar desviada. La fruita tampoc no madurarà mai i tindrà un gust àcid, cosa que la fa incomercialitzable tant per a les produccions de sucs com de fruita fresca. En les etapes posteriors d'infecció, l'arbre patirà una caiguda de fulles pesades, alts percentatges de caiguda de fruites i una branca profunda que morirà. Les copes d'un arbre de cítrics positius verds seran airejades a causa de la defoliació que provoca la malaltia. Després que un arbre s'infecti amb l'enverdiment dels cítrics, es torna poc econòmic i pot morir en 2-5 anys.

### Ecologia de propagació
El control vectorial de l'enverdiment dels cítrics va començar quan la malaltia es va introduir per primera vegada l'any 2005. S'aconsella a tots els productors comercials de cítrics que apliquen dos aerosols de pesticides en latència. Aquests aerosols de pesticides d'ampli espectre s'apliquen a l'hivern quan les poblacions adultes de psílids disminueixen a adults hivernants gairebé exclusius. Amb aquesta estratègia, es retenen reduccions importants de poblacions fins a 6 mesos. Aquest fet és crucial, ja que protegeix el rubor de primavera, que representa més del 70% de les fulles noves de l'any, dels atacs infecciosos dels psílids. El flux de primavera es produeix normalment 3 mesos després de l'hivern. Els cuidadors de cítrics més agressius poden emprar una gran quantitat de pesticides per intentar mantenir baixes les poblacions de psílids durant tot l'any. Aquests productors poden ruixar pesticides fins a set vegades l'any rotant diversos pesticides per emprar diferents maneres d'acció contra el psíl·lid. Això es fa per intentar prevenir les resistències dels psílids als diferents pesticides. La polvorització de pesticides és l'únic mètode de control del vector de l'enverdiment dels cítrics, el psíl·lid. És impossible matar tots els psílids mitjançant pesticides; així, es fa un calendari estratègic dels aerosols de plaguicides per intentar frenar la propagació gradual del HLB per tota la plantació de cítrics. Malauradament, en aquest moment és inevitable que una plantació de cítrics comercial assoleixi les taxes d'infecció del 100 per cent fins i tot amb aerosols agressius.

### Noves estratègies de cura
La productivitat d'una plantació de cítrics es pot mantenir als nivells anteriors al Huanglongbing mitjançant una estratègia de tres eixos. La investigació actual té com a objectiu l'objectiu d'oferir els millors rendiments amb els costos més baixos. De fet, aquests costos més baixos són necessaris per l'augment del cost per acre de la cura provocat per la infecció de Huanglongbing. Huanglongbing obliga el cuidador comercial de cítrics a ruixar el seu bloc de cítrics moltes més vegades a l'any del normal, augmentant considerablement els costos. Els preus per lliura dels cítrics han de continuar augmentant perquè els cítrics siguin rendibles a causa de la pressió de les malalties.
Ara s'estan ruixant fertilitzants foliars als arbres de cítrics a taxes considerablement més altes que abans de la malaltia de l'enverdiment dels cítrics. La inspiració per a la barreja de nutrients foliars es va extreure d'un productor de cítrics local, Maury Boyd. El Sr. Boyd va ser el primer a provar una estratègia de no eliminar els arbres de cítrics positius ecològics i, en canvi, intentar aerosols nutricionals agressius. El seu bosc va ser, com a resultat, el primer a mantenir-se econòmic amb un percentatge elevat d'infecció per malalties ecològiques. El seu programa de polvorització està sota una investigació considerable pel departament IFAS de la Universitat de Florida. Encara calen més investigacions i s'estan duent a terme per determinar quins compostos fertilitzants específics i les quantitats utilitzades són els més eficients. Els fertilitzants aplicats al sòl també semblen ser prometedors. En estudis de dos anys realitzats pel departament IFAS de la Universitat de Florida, una combinació de sofre, zinc, manganès, ferro i bor aplicada tres vegades a l'any a la base de l'arbre és prometedora. El tercer any de recerca hauria d'estar disponible el 2019.
El control vectorial del psíl·lid, que és l'únic mitjà per propagar l'enverdiment dels cítrics, es fa de manera rutinària. Abans que s'introduïssin la malaltia dels cítrics, els productors comercials de cítrics no havien de ruixar pesticides dirigits als insectes. La investigació actual té com a objectiu el moment d'aplicació de pesticides i l'elecció de pesticides per a l'eficàcia.
Després de la introducció de la malaltia de l'enverdiment dels cítrics, tots els vivers comercials, on es compren nous arbres joves, es van traslladar a l'interior i es va promulgar un programa de registre de la fusta de brots. Anteriorment, els cítrics joves es cultivaven a l'aire lliure abans que la pressió de la malaltia es convertís en un problema. Això és per certificar que els propietaris d'arbres de Florida poden comprar arbres de cítrics nets per a la plantació d'arbres de cítrics. Un arbre de cítrics jove positiu enverditzat mai arribarà a la maduresa, fins i tot amb ruixats intensius.
Aquestes pràctiques clau de citricultura, control vectorial, nutrició del sòl i foliar, i arbres joves certificats constitueixen les noves millors pràctiques de gestió per als productors comercials de cítrics contra la lluita contra la malaltia de l'enverdiment dels cítrics. Un enfocament de gestió total sembla proporcionar la millor esperança de reduir l'impacte financer d'aquesta malaltia. Actualment, la millor esperança per a la indústria són les varietats resistents. El repte per al productor comercial és identificar estratègies de baix cost que puguin allargar els arbres infectats fins que es puguin substituir.

## Nutrició cítrica

### Desnutrició cítrica
El nitrogen, el potassi i el fòsfor són els principals macronutrients necessaris en la producció de cítrics, així com el calci, el magnesi i el sofre.
- Nitrogen: el nitrogen és important per al creixement general d'arbres i fulles i el gruix de la pell i l'acidesa de la fruita.
- Fòsfor: el fòsfor millora el creixement de les arrels, el rendiment de la fruita i el pes i el suc mentre redueix el gruix de la pell.
- Potassi: el potassi manté la mida del fruit, l'acidesa, el suc i la tolerància a les malalties, i és absorbit en gran part pels cítrics; massa poc K pot conduir a trencar i tapar la fruita.[18]

### Micronutrients cítrics
Els micronutrients cítrics inclouen bor, coure, ferro i managanès.
- El bor està implicat en molts sistemes enzimàtics, quan és deficient, l'arbre pateix en qualitat de fruits i fulles, i l'arbre perd el domini apical.
- El coure afecta la fotosíntesi i la fructificació. La deficiència provoca la caiguda dels brots, erupcions de "goma marró" i la mort pot ocórrer des de la punta. Si s'utilitzen fungicides a base de coure, això no sol ser un problema.
- El ferro actua com a catalitzador de les reaccions, aquest element és un cofactor de molts enzims, important per a la dolçor, augmentant els sòlids solubles totals i augmentant el contingut de vitamina C i suc de fruita. La deficiència de ferro és el més comú dels micronutrients, causant símptomes d'augment de la prominència de les venes de les fulles i que les fulles es tornen blanques.
- La deficiència de manganès també s'associa a reduccions de zinc i ferro, provocant un groguenc tacat de la fulla, gairebé d'una qualitat variada. Millora la producció global de sucre en sucs de fruites.